# Parlamentswahl in Afghanistan 1949
Die Parlamentswahl in Afghanistan 1949, die siebte seit der Einrichtung des ersten gewählten afghanischen Parlaments 1931, stellte die erste freie Wahl der Schura-e-Melli, des Unterhauses des afghanischen Parlaments dar.

## Hintergrund
Die Verfassung Afghanistans von 1931 sah die Errichtung eines Zweikammerparlaments vor, von dem die Abgeordneten des Unterhauses durch Volkswahl bestimmt wurden. Die Legislaturperiode betrug drei Jahre, Wahlen fanden ab 1931 regelmäßig statt. Ein Parlament im westlichen Sinne war diese Volkstretung aber nicht: Parteien gab es noch nicht, die Abgeordneten wurden faktisch ernannt und nicht gewählt, eine parlamentarische Opposition bestand praktisch nicht. Die eigentliche Macht lag beim afghanischen Ministerpräsidenten, das Parlament bestätigte letztlich nur dessen Entscheidungen.

## Wahlsystem
Wahlberechtigt waren alle Männer nach Vollendung des 20. Lebensjahres, gewählt wurde nach einer Art Mehrheitswahlrecht. Das Wahlgesetz von 1931 sah vor, dass sich am Wahltag die Stimmbürger in den Provinzstädten versammelten und unter Aufsicht von Regierungsbeamten und religiösen Würdenträgern über den oder die Kandidaten für ihre Region diskutierten. Der Kandidat, auf den sich die Versammlung schließlich einigte, wurde als Abgeordneter nach Kabul geschickt. Nur wenn keine Einigung zustande kam, wurde tatsächlich abgestimmt. Praktisch bedeutete dies, dass die Volksversammlung den von den lokalen Autoritäten vorgeschlagenen Kandidaten per Akklamation ins Parlament wählte.

## Ablauf
1946 wurde Sardar Schah Mahmud Khan Ministerpräsident, dieser begann eine vorsichtige Liberalisierung und Demokratisierung des Landes. Die Gründung von unabhängigen Zeitungen wurden zugelassen, und es entstanden erste politische Gruppierungen. Die Abstimmung von 1949 hatte damit auch erstmals den Charakter einer echten Wahl: Es standen mehrere Kandidaten zur Auswahl, diese waren teilweise auch schon losen politischen Gruppierungen zugeordnet, auch wenn es sich dabei noch nicht um Parteien handelte. Die Wahlsieger standen nicht schon von vornherein fest und auch oppositionellen Kandidaten hatten eine Chance ins Parlament, ins Parlament einzuziehen.

## Ergebnisse
Zahlen zu Wahlbeteiligungen und genaue Wahlergebnisse sind wie bei allen frühen afghanischen Wahlen nicht bekannt, sie wurden nie offiziell veröffentlicht, die Archive wurde möglicherweise im Bürgerkrieg zerstört. Die genaue Zahl der Abgeordneten ist nicht bekannt, diese variierte von 116 bei der ersten Wahl 1931 und 171 bei der letzten derartigen Wahl 1961. Bekannt ist, das etwa 40 bis 50 der Abgeordneten in irgendeiner Weise der Opposition zugeordnet waren.

## Nachwirkungen
Das 1949 vergleichsweise frei gewählte Parlament wurde in späteren Veröffentlichungen als „liberales Parlament“ tituliert. Für die Regierung unerwartet übten die Abgeordneten heftige Kritik am herrschenden System, sie erließen nach lebhaften Debatten einige liberale Reformen, unter anderem zur Pressefreiheit. Es entstand eine vielfältige, kritische Presse und zahlreiche politische Gruppierungen. Diese hatte aber noch kaum Einfluss auf die breite Masse der Bevölkerung. 1952 schließlich sollte auch eine erste Oppositionspartei gegründet, woraufhin die Regierung die demokratischen Ansätze abrupt rückgängig machte. Oppositionelle wurden verhaftet und ihre Zeitungen verboten, die Wahlen von 1952 wurden wieder nach Art der bisherigen Wahlen durchgeführt.